# Kuriany (gromada)
Kuriany – dawna gromada, czyli najmniejsza jednostka podziału terytorialnego Polskiej Rzeczypospolitej Ludowej w latach 1954–1972.
Gromady, z gromadzkimi radami narodowymi (GRN) jako organami władzy najniższego stopnia na wsi, funkcjonowały od reformy reorganizującej administrację wiejską przeprowadzonej jesienią 1954 do momentu ich zniesienia z dniem 1 stycznia 1973, tym samym wypierając organizację gminną w latach 1954–1972.
Gromadę Kuriany z siedzibą GRN w Kurianach utworzono – jako jedną z 8759 gromad – w powiecie białostockim w woj. białostockim, na mocy uchwały nr 11/V WRN w Białymstoku z dnia 4 października 1954. W skład jednostki weszły obszary dotychczasowych gromad Kuriany i Henryków, część obszaru miejscowości Dojlidy kolonia obejmująca parcele 216— 222, 255— 258, 262— 263, 271— 273, 339—370 z dotychczasowej gromady Dojlidy Górne ze zniesionej gminy Dojlidy oraz obszar dotychczasowej gromady gromada Halickie i miejscowość Bogdaniec maj. z dotychczasowej gromady Skrybicze ze zniesionej gminy Zabłudów w tymże powiecie. Dla gromady ustalono 12 członków gromadzkiej rady narodowej.
31 grudnia 1959 do gromady Kuriany przyłączono wieś Skrybicze i obszar l.p. N-ctwa Dojlidy o pow. 147 ha ze znoszonej gromady Zwierki, po czym gromadę Kuriany zniesiono, włączając ją do nowo utworzonej gromady Dojlidy Górne.